# Kraj ustecki
Kraj ustecki (cz. Ústecký kraj) – jednostka podziału administracyjnego w północno-zachodnich Czechach. 
Główne miasto to Uście nad Łabą (Ústí nad Labem).
Kraj ustecki graniczy z:
- krajem libereckim na wschodzie,
- krajem środkowoczeskim na południowym wschodzie,
- krajem pilzneńskim na krótkim odcinku na południu,
- krajem karlowarskim na południowym zachodzie,
- Saksonią na północy.

## Podział terytorialny
Kraj ustecki dzielił się na 7 powiatów:
- Chomutov
- Cieplice
- Děčín
- Litomierzyce
- Louny
- Most
- Uście nad Łabą